# Carl Hauer
Carl Borromäus Hauer (* 10. Dezember 1847 in Reichenbach in Württemberg; † 9. März 1905 in Klotzsche) war ein deutscher Bildhauer und Stuckateur.

## Leben
Hauer war Königlich-Preußischer Hofstuckateur und spezialisiert auf den Einsatz von Kunstmarmor. In Dresden-Altstadt (Seilergasse) betrieb er eine Firma für Rabitz-, Stuck- und Bildhauerarbeiten sowie Kunstmarmorfabrikation und war am Umbau der Kreuzkirche Dresden (um 1900) beteiligt.
Im Jahre 1887 ließ er sich von dem Architekten Ernst Friedrich Giese die heute denkmalgeschützte Villa Burgfrieden (siehe Liste der Kulturdenkmale in Klotzsche) in Klotzsche (heute Dresden-Klotzsche) bauen.
Hauer ist auf dem Alten Annenfriedhof in Dresden beigesetzt.

## Werke
- Pauluskirche in Groß-Lichterfelde bei Berlin (erbaut 1898–1900, Architekt: Fritz Gottlob, Bildhauer: Carl Hauer)
- Romanisches Haus in Berlin (erbaut 1900–1901, Stuckarbeiten: Carl Hauer)[3]
- Villa Löwenstein Berlin (erbaut 1901–02, Architekten: Kristeller und Sonnenthal, Bildhauerarbeiten von Carl Hauer)[4]
- Altar in der Christus-Kirche in Dresden-Klotzsche (erbaut 1905–1907, Architekt: Woldemar Kandler, Ausführung des Altars in grauem Stuckmarmor von Carl Hauer)
- König-Albert-Denkmal im Waldpark in Dresden-Klotzsche (errichtet 1905, nach 1945 zerstört)

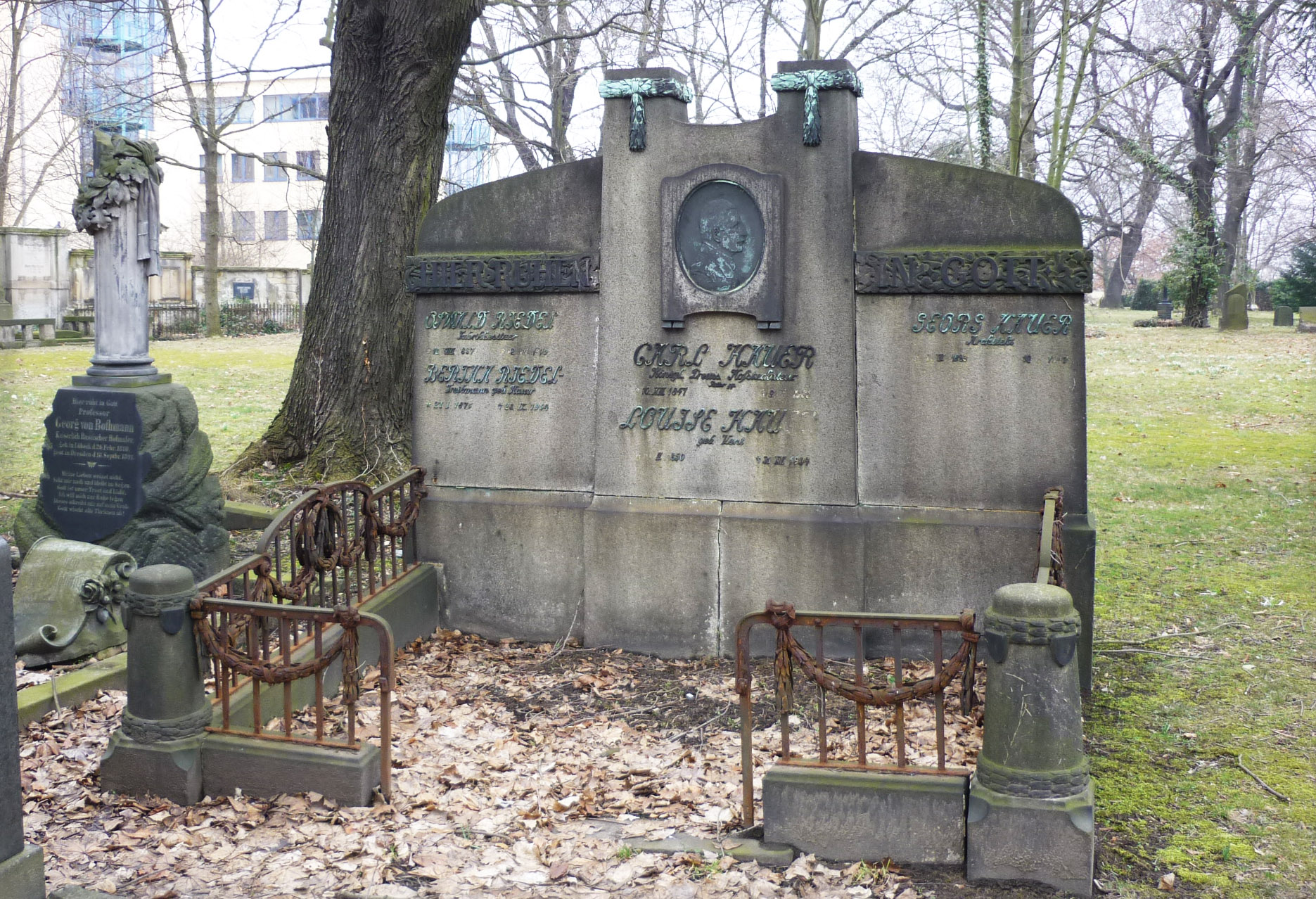
Grab von Carl Hauer auf dem Alten Annenfriedhof in Dresden
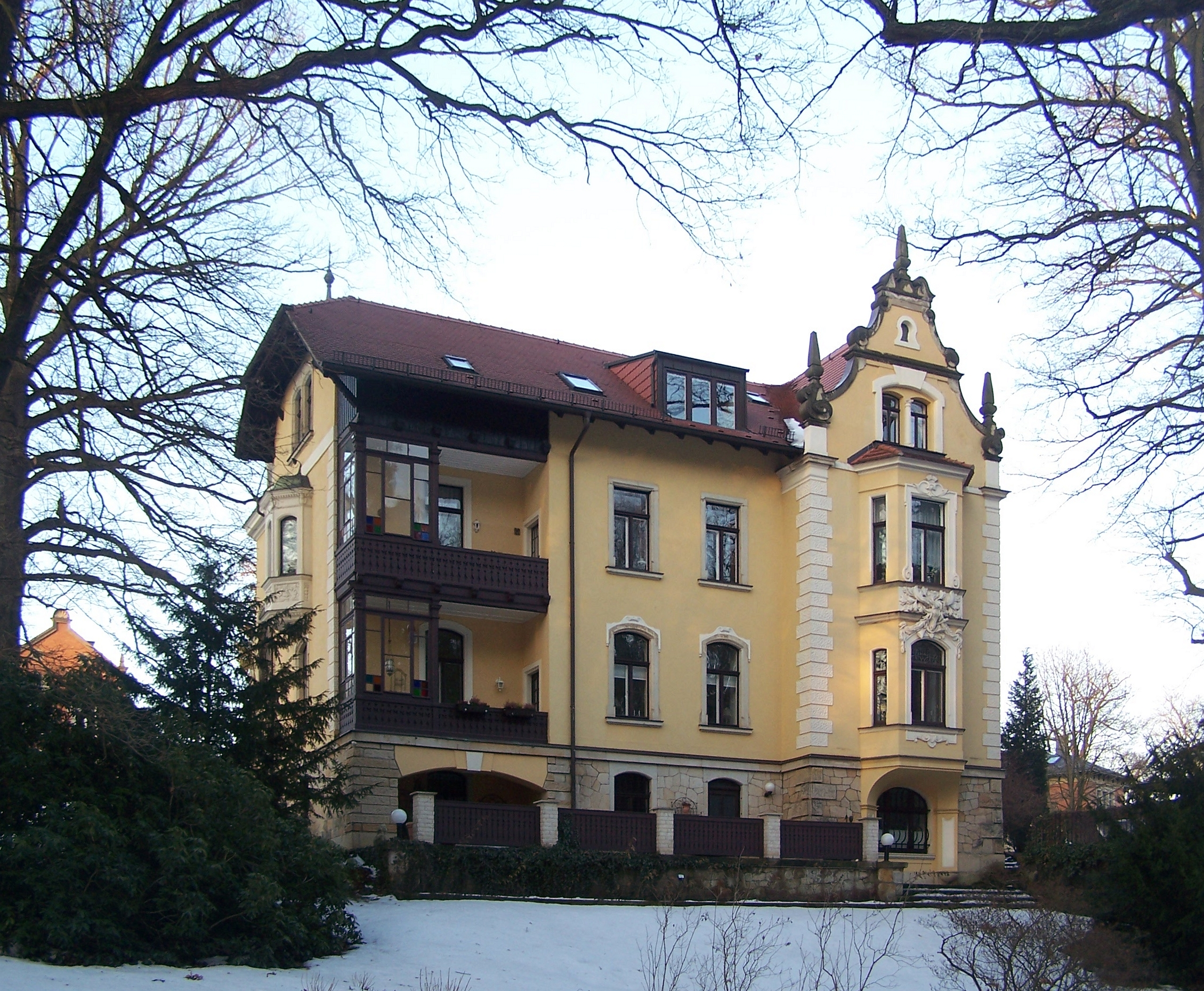
Villa Burgfrieden in Dresden-Klotzsche
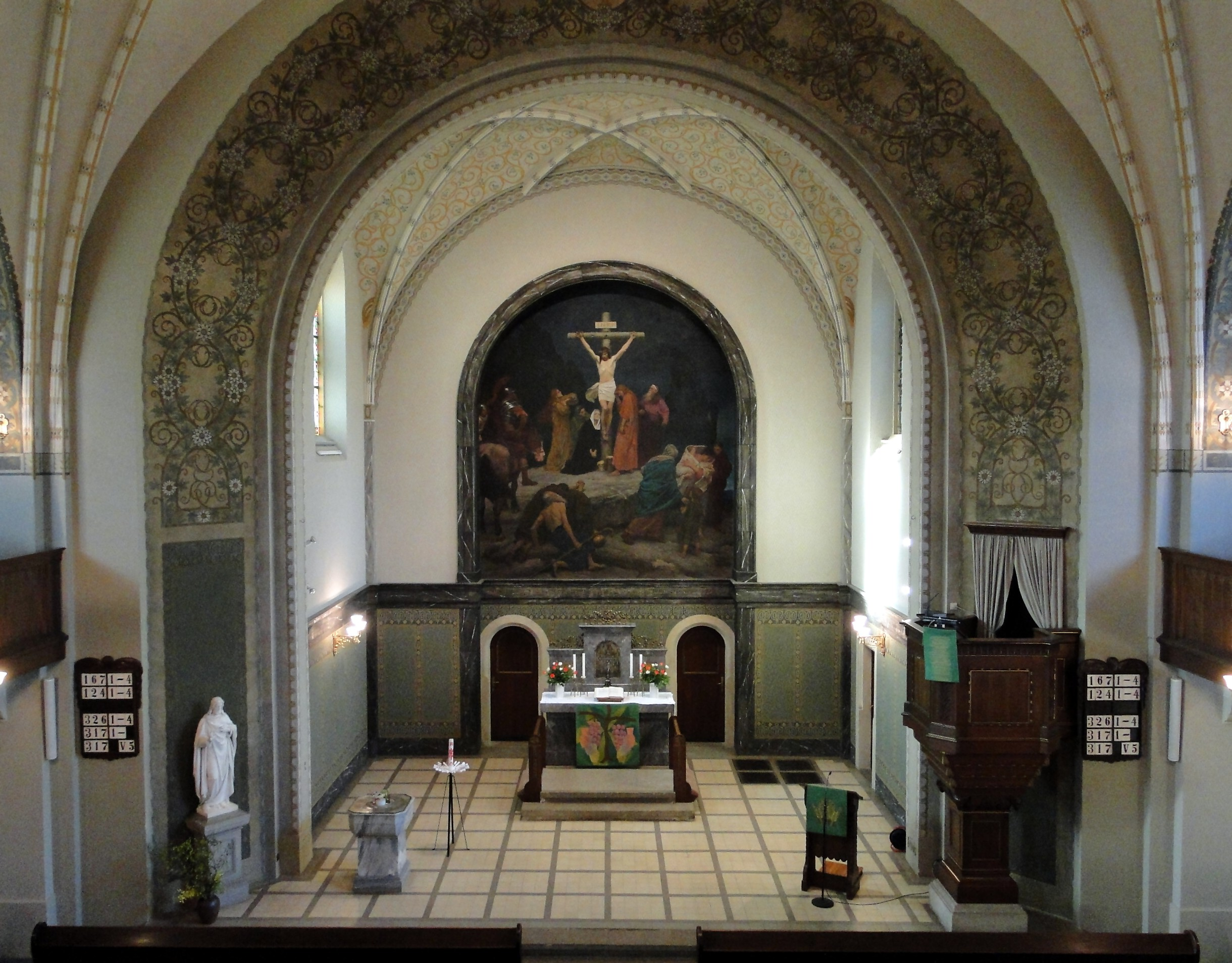
Altarraum der Christuskirche in Dresden-Klotzsche
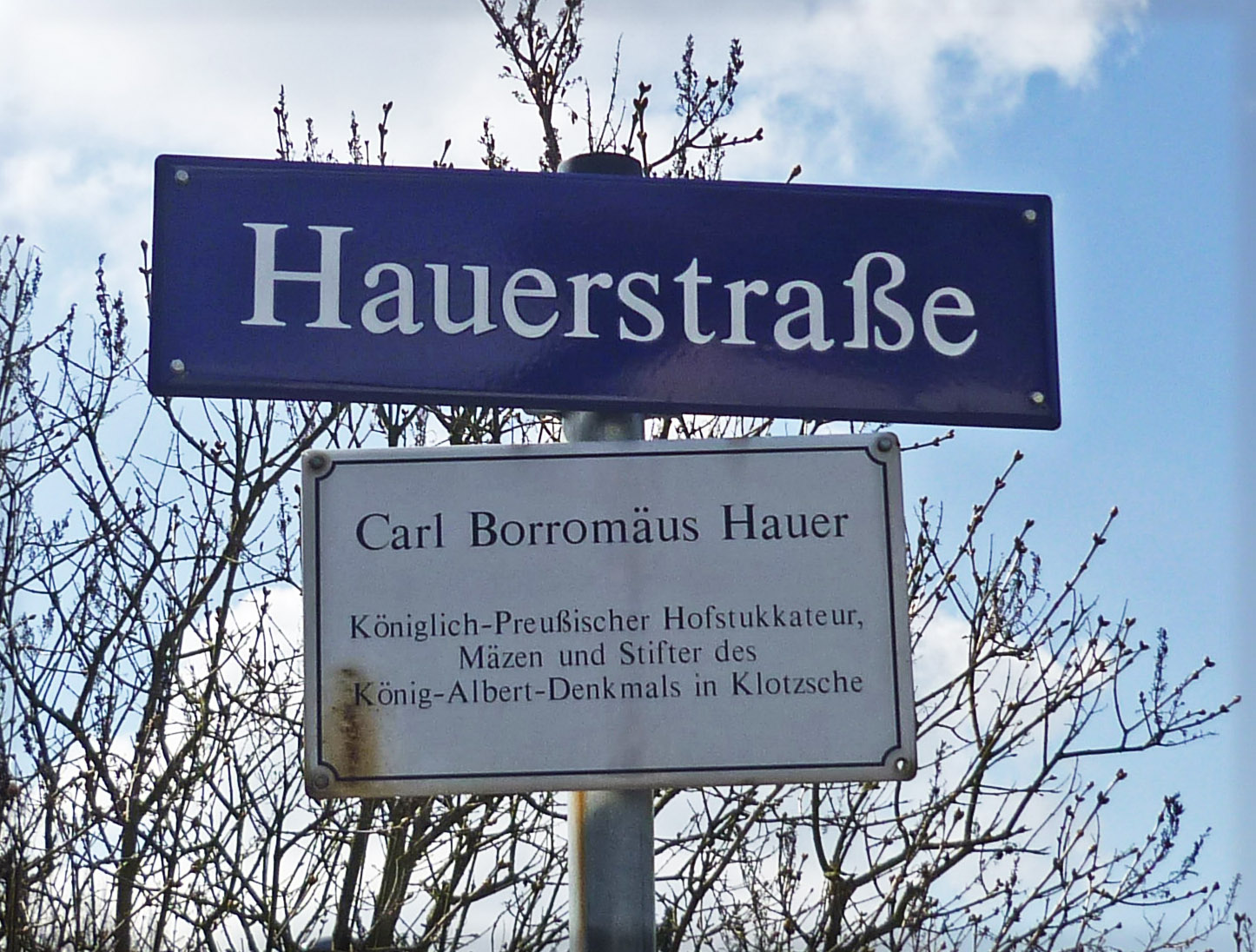
Straßenschild in Dresden-Klotzsche